# Howard–Blaikley
Kenneth Charles "Ken" Howard (född 26 december 1939 i Worthing, West Sussex) och  Alan Tudor Blaikley (född 23 mars 1940 i London, död 4 juli 2022) var ett låtskrivarpar som på 1960- och 1970-talen skapade många internationella hits. Deras första stora hit, "Have I The Right?" med The Honeycombs, toppade försäljningslistorna i Australien, Kanada och Storbritannien. I Sverige låg den också etta på både Tio i topp och Kvällstoppen. "The Legend Of Xanadu" med Dave Dee, Dozy, Beaky, Mick and Tich låg etta i Storbritannien och på Tio i topp i Sverige. The Honeycombs "That's The Way" däremot slog speciellt i Sverige och toppade både Tio i topp och Kvällstoppen här.
De skrev musik för flera TV-serier, bl.a. Agatha Christies Miss Marple.
Duon var de första britterna som skrev för Elvis Presley. Deras "I've Lost You" från 1970 framförde han också senare i filmen That's The Way It Is.

## Låtar i urval
- Dave Dee, Dozy, Beaky, Mick and Tich – "Hold Tight" (1966), "Bend It" (1966), "Zabadak!" (1967), "The Legend Of Xanadu" (1968), "Last Night In Soho" (1968), "The Wreck Of Antoinette" (1968)
- The Dead End Kids – "Have I The Right" (1977)
- Rolf Harris – "Bluer Than Blue" (1969)
- The Herd – "From The Underworld" (1967), "I Don't Want Our Living To Die" (1968)
- The Honeycombs – "Have I The Right?" (1964), "That's The Way" (1965)
- Elvis Presley – "I've Lost You" (1970)